# Liste de minéraux (lettre M)
Pour un article plus général, voir Liste de minéraux
- Macallistérite ou Mcallistérite
- Macdonaldite
- Macédonite PbTiO3
- Macfallite
- Macgovernite
- Machatschkiite
- Mackayite
- Mackelveyite
- Mackinawite
- Mackinstryite
- Macquartite Pb3CuII(CrO4)SiO3(OH)4 • 2 H2O
- Madocite Pb17(Sb,As)16S41
- Magadiite NaSi7O13(OH)3 • 4 H2O
- Maghémite γ Fe2O3
- Magnésioaxinite, axinite riche en magnésium
- Magnésiocatophorite
- Magnésiochromite MgCr2O4
- Magnésio-chlorophoenicite. Découvert en 1935 à Ogdensburg (New Jersey).
- Magnésiocopiapite
- Magnésioferrite MgFe2O4
- Magnésiohastingsite, amphibole, couleur vert à brun-vert.
- Magnésio-högbomite-2N2S
- Magnésio-högbomite-3N3S
- Magnésio-högbomite-6N6S
- Magnésio-hornblende, amphibole, couleur vert à noire.
- Magnésioriébeckite
- Magnésio-sadanagaïte, amphibole, couleur brun foncé à noir. Découvert dans les îles Shikoku et Honshu (Japon).
- Magnésite MgCO3
- Magnétite FeIIFeIII2O4
- Mahnertite
- Maikainite Cu20(Fe,Cu)6Mo2Ge6S32
- Mäkinenite
- Malachite Cu2(CO3)(OH)2
- Malacon, variété de zircon contenant du thorium
- Maldonite
- Mallardite
- Mammothite, sulfate, couleur bleu sombre. Découvert en 1985 à Tiger, Mammoth Pinal (Arizona).
- Manandonite
- Manganite MnO(OH)
- Manganoadamite (variété d'adamite).
- Manganocalcite (variété de calcite)
- Manganochromite.
- Manganocummingtonite, amphibole
- Manganogrunérite, amphibole
- Manganohörnesite (Mn,Mg)3(AsO4)2 •8 H2O
- Manganohumite
- Manganoneptunite KNa2Li(Mn,Fe)2Ti2Si8O24
- Manganosite  MnO
- Manganvésuvianite
- Mansfieldite
- Mantiennéite
- Marcassite FeS2
- Margaritasite
- Margarite
- Marialite Na4Al3Si9O24Cl
- Marshite CuI
- Mascagnite (NH4)2SO4
- Massicot
- Masuyite
- Matildite
- Matioliite
- Mauchérite, utilisation comme minerai de nickel
- Mavlyanovite Mn5Si3
- Mcallistérite ou Macallistérite
- McGuinessite carbonate, couleur vert. Découvert à Red Moutain, Mendocino (Californie).
- Mckelveyite-(Y)
- Mcnearite
- Megawite
- Méionite
- Meisserite
- Mélaconite oxyde
- Mélantérite FeSO4 • 7 H2O
- Mélilite
- Mellite Al2C6(COO)6 • 16 H2O
- Mélonjosephite
- Mendozite NaAl(SO4)2 • 11 (H2O)
- Ménéghinite Pb13CuSb7S24
- Mercallite KHSO4
- Mercure Hg
- Mérenskyite
- Méridianiite MgSO4 • 11 H2O
- Merlinoïte
- Merrihuéite
- Merrillite
- Mertiérite
- Merwinite
- Mésitite
- Mésolite Na2Ca2(Al2Si3O10)3 • 8 H2O
- Méta-autunite
- Métacinabre HgS
- Métaköttigite
- Métalodévite
- Métanováčekite
- Métatorbernite
- Métasaléeite
- Métazeunérite
- Meyerhofferite
- Meymacite, utilisation métallurgie du tungstène.
- Miargyrite AgSbS2
- Miassite Rh17S15
- Microcline KAlSi3O8
- Microlite
- Miguelroméroïte
- Millérite NiS
- Mimétite, Phosphate, couleur jaune clair. Découvert en 1832 à Johanngeorgenstadt, Erzgebirge (Allemagne). Nommé du grec « imitator » pour sa ressemblance avec la pyrite.
- Minnésotaïte
- Minrecordite CaZn(CO3)2
- Minyulite
- Mitscherlichite K2CuCl4 • 2 H2O
- Mixite BiCu6(AsO4)3(OH)6 • 3 H2O
- Modderite
- Moëloïte
- Mohrite (NH4)2Fe(SO4)2 • 6 H2O
- Moissanite SiC
- Molybdénite MoS2
- Molybdite, utilisation comme minerai de molybdène
- Monazite
- Monohydrocalcite
- Monroséite (V,Fe)+3O(OH)
- Montdorite
- Montebrasite
- Montéponite CdO
- Monticellite
- Montroydite HgO
- Mooréite
- Moorhouséite
- Mordénite
- Morénosite
- Mottramite, phosphate, couleur verte
- Mounanaïte PbFeIII2(VO4)2(OH)2
- Mrázékite, argadite.
- Mückéite
- Mundite
- Muscovite KAl2[AlSi3O10(OH,F)2]